# Broadway Damage
Broadway Damage là một bộ phim điện ảnh thể loại hài - lãng mạn có chủ đề đồng tính nam năm 1997 do Victor Mignatti đạo diễn và có sự tham gia của Mara Hobel, Michael Lucas, Hugh Panaro và Aaron Williams. Ca khúc chủ đề của phim được sáng tác bởi Rick Dior, người giành chiến thắng Giải Oscar cho Âm thanh xuất sắc nhất ở bộ phim Apollo 13.
Phim được ghi hình ở Làng Greenwich.

## Nội dung
Cynthia (thủ vai bởi Hobel), Marc (thủ vai bởi Lucas) và Robert (thủ vai bởi Williams) là những người bạn thuở nhỏ sống ở Thành phố New York và là những sinh viên mới tốt nghiệp Đại học New York. Phim bắt đầu với Marc là một diễn viên đang gặp khó khăn, Robert là một diễn viên/nhạc sĩ và Cynthia đang cố tìm việc tại tòa soạn Tina Brown để lấn sân sang lĩnh vực xuất bản tạp chí. Cynthia và Marc cùng nhau tìm một căn hộ ở Làng Greenwich. Robert đang yêu thầm Marc, trong khi Marc không hề hay biết.
Một nhạc sĩ là David (thủ vai bởi Panaro) vô cùng yêu người bạn trai của mình ở bên kia con hẻm từ căn hộ của Marc. Trong một lần mâu thuẫn, bạn trai của David đã đuổi David ra khỏi nhà, và David chuyển đến sống với Marc. Marc bắt đầu thích thầm David, sau chuỗi ngày ở cùng nhau.
Robert cố gắng từ bỏ Marc, để quan tâm đến một người đàn ông làm việc trong một cửa hàng quà tặng và thiệp địa phương (Marc và Robert gọi anh ta là "Zola"). Theo lời khuyên của Marc thì Robert "phải tạo cử chỉ thu hút", Robert đã nhờ Cynthia đến cửa hàng của "Zola" với một món quà của Robert như một người hâm mộ bí mật. "Zola" từ chối món quà này, và Robert bị bẽ mặt.
Marc và Robert phát hiện ra rằng David như một kẻ mại dâm nam và Marc chia tay David và đuổi anh ta ra khỏi căn hộ. Robert làm "cố gây chú ý" cho Marc bằng cách hát một bài hát mà Robert viết cho Marc. Trước khi Marc có thể đáp lại lời tỏ tình này của Robert, thì Cynthia đang cố gắng xin việc tại tòa soạn Tina Brown ngày càng trở nên kỳ lạ, cô đã bị suy nhược thần kinh. Sau đó, Cynthia trở về nhà của cha mẹ mình trên Đảo Long.
Cuối cùng, Marc và Robert đến thăm Cynthia đang ở Đảo Long. Cuối bộ phim Marc chấp nhận lời tỏ tình của Robert. Cynthia nhận được cuộc gọi từ Tina Brown, để hẹn một cuộc gặp mặt cho lần sau.

## Diễn viên
- Mara Hobel vai Cynthia
- Michael Lucas (được ghi là Michael Shawn Lucas) vai Marc
- Hugh Panaro vai David
- Aaron Williams vai Robert
- Alan Filderman vai Casting Director
- Gary Janetti vai Zola
- Celeste Lecesne[a] vai Cruise Ship Actor
- Benim Foster vai The Super
- Jean Loup vai Punk
- Gerry McIntyre vai Jerry
- Tyagi Schwartz vai Carl
- Barbara Winters Pinto (được ghi là Barbara Winters-Pinto) vai Temp Agent
- Sammy vai Bản thân (Chuột)
- Jonathan Walker vai Chuck
- Richard M. Davidson (được ghi là Richard Davidson) vai The John

## Đón nhận

### Đánh giá chuyên môn
Trên Rotten Tomatoes, phim có số đánh giá phê duyệt là 29% dựa trên 7 bài đánh giá.
David Noh của Film Journal International cho biết vào ngày 4 tháng 1 năm 2007 rằng "Đã thể hiện một mức thấp cho phong cách indie đồng tính, New York Style". Michael Dequina của TheMovieReport.com cho biết vào ngày 1 tháng 1 năm 2000 rằng "Bộ ba khủng khiếp rên rỉ theo cách của họ để có một kết thúc có hậu mà hoàn toàn không được coi trọng". Dennis Harvey của Variety gọi bộ phim là "một sự trở lại lạc hậu" và "thiếu bất kỳ góc cạnh nào hoặc cách viết dí dỏm, dễ chịu nhưng nhạt nhẽo". Lawrence Van Gelder của The New York Times cho rằng "bộ phim tốn nhiều công sức và không hề dễ thương". Jan Stuart của tạp chí The Advocate đã viết một bài đánh giá khá tiêu cực, nói rằng bộ phim "tầm thường hóa cuộc đấu tranh của họ trong làn sóng âm nhạc sitcom và những câu chuyện phiếm ít gây cười, có mùi hương đáng ngờ về thiệt hại của Hollywood".

### Giải thưởng
- Giải thưởng Sứ mệnh Liên hoan phim Quốc tế Đồng tính Nam và Nữ Austin - Victor Mignatti (đoạt giải)
- Giải thưởng Khán giả Outfest của L.A. cho Tính năng tường thuật nổi bật - bộ phim (đoạt giải)[2]
- Giải thưởng Rosebud Liên hoan phim Đồng tính Nam & Nữ Quốc tế Verzaubert cho Phim hay nhất (đề cử)

## Phương tiện
Bộ phim Broadway Damage được phát hành trên đĩa DVD của Vùng 1 vào ngày 30 tháng 11 năm 1999.